# Caryonopera cachrusalis
Caryonopera cachrusalis là một loài bướm đêm trong họ Noctuidae.